# ملوین اسپنسر نیومن
ملوین اسپنسر نیومن (انگلیسی: Melvin Spencer Newman; ۱۰ مارس ۱۹۰۸ – ۳۰ مهٔ ۱۹۹۳) یک شیمی‌دان اهل ایالات متحده آمریکا بود.
وی همچنین برندهٔ جوایزی همچون کمک‌هزینه گوگنهایم شده است.